# Адрианов, Борис Михайлович
Бори́с Миха́йлович Адриа́нов (31 декабря 1920, Мышкинский уезд, Ярославская губерния — 10 октября 1993, Москва) — советский летчик-испытатель, полковник (1962), заслуженный летчик-испытатель СССР (16.08.1968). Участвовал в боях во время Великой Отечественной войны (1944—1945), награждён различными орденами и медалями. В 1960 году установил абсолютный мировой рекорд скорости по замкнутой кривой.

## Биография
Борис Адрианов родился 31 декабря 1920 года (по документам — 6 января 1921 года) в ныне затопленной деревне Парнеково Некоузского района Ярославской области. Детство и юность провёл в Москве. В 1940 году окончил 10 классов школы. Выпускник Свердловского аэроклуба Москвы.
В Вооружённых силах СССР с декабря 1940 года. В 1943 году окончил Борисоглебскую авиационную школу пилотов имени В. П. Чкалова. С 1944 по 1945 год участвовал в Великой Отечественной войне. В 1943—1945 годах был лётчиком-инструктором 2-го запасного авиационного полка. В мае-июне 1944 года проходил боевую стажировку в 239-м истребительном авиационном полку 1-го Украинского фронта. В сентябре 1944 года самовольно улетел на фронт в фюзеляже истребителя. С сентября 1944 года старший лётчик 156-го истребительного авиационного полка 2-го Белорусского фронта. Во время войны совершил 71 (по другим данным 62) боевой вылет на Ла-5 и Ла-7. Лично сбил 1 самолёт противника, в составе группы — 4 самолёта. Участвовал в освобождении Белоруссии и Польши.
В 1953 году окончил Военно-воздушную инженерную академию им. проф. Н. Е. Жуковского. С 1953 по 1977 год на лётно-испытательской работе, за время которой освоил 55 типов летательных аппаратов. Испытывал самолёты конструкции О. К. Антонова, С. В. Ильюшина, А. И. Микояна, П. О. Сухого, А. С. Яковлева, а также средства высотного жизнеобеспечения. С 1953 по 1962 год — лётчик-испытатель ГК НИИ ВВС (1-е Управление). Провёл госиспытания Су-11, Як-27Р. В 1960 году на самолёте Су-9 (Т-405) установил абсолютный мировой рекорд скорости по замкнутой кривой (2092 км/ч). Рекорд отмечен Международной авиационной федерацией медалью де Лаво. С 1962 по 1966 год — старший лётчик-инспектор боевой подготовки истребительно-бомбардировочной авиации заместителя Главкома ВВС СССР по боевой подготовке. С 1966 по 1968 год — лётчик-испытатель военной приёмки Луховицкого авиазавода. Испытывал Ил-18, МиГ-21 и их модификации. С 1969 по 1977 год — старший инспектор-лётчик-испытатель Управления опытного строительства и серийных заказов авиационной техники ВВС СССР.
В запасе с мая 1977 года. В последние годы жил в Москве. Умер там же 10 октября 1993 года. Похоронен на Хованском кладбище.

## Награды
- 2 ордена Отечественной войны 1-й степени (30 апреля 1945, 16 мая 1945),
- орден Отечественной войны 2-й степени (1 марта 1985),
- 3 ордена Красной Звезды (30 декабря 1956, 16 октября 1957, 21 февраля 1974),
- медаль де Лаво Международной авиационной федерации (1960).